# Rassemblement pour la défense de la République
Le Rassemblement pour la défense de la République (PEDN) est un parti politique guinéen.
C'est l'un des 24 partis ayant participé à l'élection présidentielle de 2010 en Guinée. Son candidat en tête de liste  Papa Koly Kourouma, ancien ministre de l’environnement, puis de l’énergie, est éliminé au 1er tour, avec 5,75% des suffrages électoraux. Au second tour, le RDR s'allie avec Alpha Condé du RPG arc-en-ciel, et contribue largement à la victoire de ce dernier en 2010,.
Considérant que son parti a été absorbé par le RPG, Papa Koly Kourouma a décidé de créer un nouveau parti politique, la Génération pour la Réconciliation, l’Union et le Progrès (GRUP) et se présentera à l'élection présidentielle de 2013 avec ce nouveau parti.